# Johann Gerhard König
Johann Gerhard König (auch Koenig oder Kønig und John Gerhard) (* 29. November 1728 in Lemenen (Ungerhof) bei Kreutzburg, Polnisch-Livland; † 26. Juni 1785 in Jaganathpatam, Andhra Pradesh, Indien) war ein baltendeutscher Botaniker und Arzt. Sein botanisches Autorenkürzel lautet „J.Koenig“; früher war auch das Kürzel „J.G.Koenig“ in Gebrauch.

## Leben und Wirken
König begann seinen Lebensweg als Apothekerlehrling in Riga. 1748 wurde er Apotheker-Gehilfe in Sorø, dann in Viborg (Dänemark) und Karlskrona. 1757–59 studierte er Naturwissenschaften in Uppsala bei Carl von Linné, danach an der Universität Kopenhagen, wobei er gleichzeitig am Frederikshospital arbeitete. Er wurde mit der Sammlung von Naturalien, besonders Pflanzen, für die „Flora Danica“ beauftragt, 1764 war er auf Bornholm und 1765–66 auf Island tätig. 1767 schloss er sein Medizinstudium in Kopenhagen als cand. med. ab. Noch im gleichen Jahr ging er als Missionsarzt im Dienst der Dänisch-Halleschen Mission nach Tranquebar. Beeinflusst vom Naturalienhandel der dort anwesenden Südasienmission der Herrnhuter Brüdergemeine sowie die Erwartungen von Graf Otto Thott und Christian Friis Rottbøll erfüllend, den wichtigsten Initiatoren seiner Reise, sendete er Natururalien, vor allem Pflanzen, in großer Zahl nach Europa. Wegen Konflikten mit der Mission um seine Finanzierung trat er 1775 als Naturforscher in den Dienst des indischen Herrschers in Thanjavur Tullasu Rasa (1734 - 1787). Ab 1768 bis an sein Lebensende war er der erste hauptamtliche Naturkundler in Diensten der Britischen Ostindien-Kompanie (EIC).
König unternahm umfangreiche Forschungsreisen in Südostasien. Seine Ergebnisse teilte er mit den bedeutendsten Botanikern und Gelehrten seiner Zeit, wie Carl von Linné, William Roxburgh und Joseph Banks. Letzterem vermachte er seinen schriftlichen Nachlass, der sich heute im Natural History Museum London befindet. Bedeutend sind seine Zusammenarbeit oder Vorbildwirkung mit und für andere deutsche und englische Naturkundler und Missionare in Indien wie Christoph Samuel John, Johann Peter Rottler, Johann Gottfried Klein oder Benjamin Heyne, seinen Nachfolger als Naturkundler bei der EIC.
Am Werk Observationes botanicae des schwedischen Botanikers Anders Jahan Retzius arbeitete er mit (Fasc. 3, 1783 und Fasc. 6, 1791). König beschrieb viele Pflanzen, die im Ayurveda verwendet werden.
Das Tagebuch seiner Reise von Indien durch Siam nach Malakka, das erst 1894 in Auszügen gedruckt erschien, ist auch für Historiker eine Fundgrube. Es handelt sich um einen der wenigen Berichte von Ausländern aus 1. Hand über Siam zur Zeit von König Taksin. Unter anderem berichtet J. G. König von den Zerstörungen und Plünderungen in Ayutthaya, die nicht, wie es in der offiziellen thailändischen Geschichtsschreibung noch heute heißt, alleine von den Birmanen, sondern vielmehr zu einem erheblichen Teil der eigenen Bevölkerung anzulasten war. Damit bestätigte er zeitgenössische Berichte von Missionaren, die die Einnahme von Ayutthaya selbst miterlebt hatten.
Im Jahr 1772 wurde er zum Mitglied der Leopoldina gewählt. 1784 wurde er als korrespondierendes Mitglied in die Russische Akademie der Wissenschaften in Sankt Petersburg aufgenommen. Außerdem war er Mitglied der Gesellschaft Naturforschender Freunde zu Berlin

## Ehrungen
Die Pflanzengattung Koenigia L. aus der Familie der Knöterichgewächse (Polygonaceae) ist zu seinen Ehren benannt worden. Ebenso wurde die Art Bergera koenigii L. nach ihm benannt.